# Нэш, Грэм
Грэм Уильям Нэш (англ. Graham William Nash; 2 февраля 1942, Блэкпул, Ланкашир) — британский автор-исполнитель песен и музыкант, известный своим тенор-вокалом, а также участием в группе британского вторжения The Hollies и фолк-рок супергруппе Crosby, Stills, Nash & Young. Нэш дважды был включён в Зал славы рок-н-ролла, в 1997 году в составе Crosby, Stills, Nash, и в 2010 году в составе Hollies.
В 2010 году Нэш был награждён орденом Британской империи (OBE) за достижения в музыкальной и благотворительной сферах деятельности.

## Сольная дискография
- Songs for Beginners, Atlantic 1971, US #15
- Wild Tales, Atlantic 1973, US #34
- Earth & Sky, EMI 1980, US #117
- Innocent Eyes, Atlantic 1986, US #136
- Songs for Survivors, Artemis 2002
- Reflections, Rhino 2009
- This Path Tonight, Blue Castle 2016
- Now, 2023

### Сотрудничество с другими группами
- Eklektikos Live (2005) — «Our House»
- Francesco Lucarelli — Find The Light (Route61 2010) — Нэш поёт и играет на губной гармонике на «Mr. Sunshine»